# Ufficio per le ricerche navali
L'Ufficio per le ricerche navali (in lingua inglese Office of Naval Research in acronimo ONR) è un ente governativo degli Stati Uniti d'America.
Ha la sua sede principale in Ballston, nella Contea di Arlington, in Virginia.

## Storia
Fu autorizzato da un atto del Congresso degli Stati Uniti, in seguito approvato dal Presidente Harry S. Truman il 1º agosto del 1946, con scritta la missione di "pianificare, perseguire ed incoraggiare la ricerca scientifica in riconoscimento alla sua innegabile importanza per poter mantenere in futuro il potere della flotta degli Stati Uniti e perché possa contribuire alla salvaguardia ed alla sicurezza nazionale."
Oggi, l'ONR porta avanti la sua missione formando (attraverso garanzie e contratti) la classe-mondiale degli scienziati, tecnologi, e ingegneri che fanno ricerca di base, sviluppo tecnologico, e esperimenti di tecnologia avanzata.  Più di 50 di questi scienziati hanno vinto un Premio Nobel  per il loro lavoro a favore della ONR.

## Organizzazione
È un ufficio all'interno del United States Navy che coordina, esegue e promuove i programmi scientifici e tecnologici della U.S. Navy e Marine Corps attraverso scuole, università, laboratori del governo, e organizzazioni profit e nonprofit. Risponde al Segretario di Stato per la Marina attraverso l'Assistente segretario della Marina per la ricerca, sviluppo e acquisti.
Persegue la sua missione attraverso:
- Science & Technology Departments
- ONR Corporate Programs
- Naval Research Laboratory (NRL)
- ONR Global Office